# 東本願寺
東本願寺（ひがしほんがんじ）は、京都市下京区にある真宗大谷派の本山の寺院。山号はなし。本尊は阿弥陀如来。正式名称は真宗本廟（しんしゅうほんびょう）である。東本願寺の名は通称であり、西本願寺（龍谷山本願寺）に対して東に位置することに由来している。愛称は「お東」「お東さん」。2020年（令和2年）7月現在の門首は、大谷暢裕（修如）。

## 歴史
天正19年（1591年）、浄土真宗本願寺派法主で本願寺11世の顕如は、豊臣秀吉により新たに寺地の寄進を受けると本願寺を大坂天満から京都堀川六条に移転させた。
慶長7年（1602年）、後陽成天皇の勅許を背景に徳川家康から、豊臣秀吉の命により本願寺の寺内で隠居所（御影堂と阿弥陀堂もあり）を設けて、北方に隠居させられていた教如（顕如の長男）へ烏丸七条に寺領が寄進された。これにより本願寺は正式に准如（顕如の三男）の西（本願寺派）と、新たに分派してできた教如の東（大谷派）に分立した。この時、江戸幕府内では本願寺派法主の准如が関ヶ原の戦いにおいて西軍に味方したことから、准如に代わり教如を本願寺派法主にしようとの考えもあったが、浄土真宗の力を削ぐのに有効との考えから結局分立させることになった、ということになっている。しかし、教如は以前から石山合戦以来の自らの派（後の大谷派）を有しており、宗派内部はすでに完全に分裂状態にあった。
分立当初は准如の堀川六条の「本願寺」は「本願寺」「六条門跡」「本門」「にしもんぜき」などと呼ばれ、教如の烏丸七条の「本願寺」は「信淨院（教如の院号）本願寺」「本願寺隠居」「七条本願寺」「信門（「信淨院の門跡」の意）」「ひがしもんぜき」などと呼ばれた。便宜上、堀川六条の本願寺の東側にある烏丸七条の本願寺が「東本願寺」と通称されたため、相対的に堀川六条の本願寺も「西本願寺」と通称されるようになった。
寛永18年（1641年）、3代将軍徳川家光から1万坪の土地が寄進された。寄進された土地は東本願寺から少し東に行ったところであり、以後、飛び地境内となった。その後、承応2年（1653年）に石川丈山によって庭園が造られ、渉成園と名付けられた。
万治元年（1658年）、3年後（寛文元年（1661年））に親鸞聖人四百回御遠忌があるため、それに合わせて老朽化していた阿弥陀堂・御影堂（以下、両堂）を再建する。
寛文10年（1670年）、親鸞聖人を祀る大谷祖廟が造立される。延享2年（1745年）には8代将軍徳川吉宗が、大谷祖廟に隣接している長楽寺の境内地1万坪を没収し、そのまま大谷祖廟に寄進している。	
天明8年（1788年）1月の天明の大火によって全焼する。その後、寛政2年（1790年）に八尾御坊大信寺の本堂を移築して仮本堂とするが、幕府より飛騨国白川の木材4600本の寄進を受けたことにより再建工事が始められ、寛政10年（1798年）3月に阿弥陀堂、御影堂の両堂が落成した。
文政6年（1823年）11月15日に境内からの失火によって鼓楼と宝庫を残して全焼する。その後、幕府より飛騨国の巨木2000本の寄進を受けて天保6年（1835年）に両堂は再建された。
安政5年（1858年）京都市中を襲った大火に巻き込まれて全焼する。また、渉成園にあった枳殻邸も焼失している。今回も幕府より巨木2000本の寄進を受けている。しかし、3年後の文久元年（1861年）に親鸞聖人六百回御遠忌が控えていたこともあってか本願寺は頭を悩ましたところ、幕府は便宜を図ってくれた。通常は京都での大工仕事は京都役大工仲間による独占となっており、大工・杣・木挽三職の田舎職人の入京は許されていなかったが、今回は特別とされ、主に北陸地方から東本願寺の再建のためにたくさんの大工がやってきた。そのために万延元年（1860年）には早くも両堂は仮堂として再建された。しかし、仮堂とはいえその平面規模は焼失以前の両堂と同規模であった。
元治元年（1864年）7月の禁門の変に伴うどんどん焼けで両堂は焼失する。
東本願寺は、江戸時代に上記にある通り4度の火災に遭っており、その火災の多さから「火出し本願寺」と揶揄された。しかし、東本願寺が火元となったのは、文政6年（1823年）11月15日の火災のみである。
慶応元年（1865年）11月に孝明天皇より白銀30枚を賜っている。また、幕府より5万両の寄進を受けている。
1880年（明治13年）10月1日、2日に阿弥陀堂と御影堂両堂の釿（ちょうな）始式が行われ、その後も多くの門徒の寄進によって1895年（明治28年）にようやく落成した。建築・障壁画等の製作には当時の第一級の職人が参加している。
大谷派の最高規範である『真宗大谷派宗憲』（以降、『宗憲』）には、「真宗本廟は、宗祖聖人の真影を安置する御影堂（ごえいどう）及び阿弥陀堂を中心とする聖域であって、本願寺とも称し、本派の崇敬の中心、教法宣布の根本道場である」と規定される。しかし、お東騒動と呼ばれる内紛が起こり、その結果、1987年（昭和62年）に「単位宗教法人（被包括宗教法人） 本願寺（通称：東本願寺）」は、「包括宗教法人 真宗大谷派」によって解散させられ、「包括宗教法人 真宗大谷派」に吸収されてその直属の宗教施設とされた。その結果、単位宗教法人としての寺院ではなくなったこともあり通称：東本願寺は正式名称を「本願寺」から「真宗本廟」に改めた。これは、本願寺の宗派離脱に代表される教団問題等の対策として「宗本一体」を実現させる事によって解決するためだったとされている。
よって現在、真宗本廟は真宗大谷派が管理する礼拝施設等（伽藍）の総称であり、宗教法人法による「寺院」ではない（宗教法人法による宗教法人の分類については、宗教法人#単位宗教法人と包括宗教法人を参照。）。
これ以降厳密には本願寺と呼ばれる寺院は、下京においては浄土真宗本願寺派本山の本願寺（通称：西本願寺）のみとなっているのだが、現在でも真宗本廟の通称として「東本願寺」の名称が引き続いて使用されている。

## 境内
- 阿弥陀堂（重要文化財） - 本堂。禅宗様を取り入れた仏堂で、本尊・阿弥陀如来立像を安置する[13]。屋根は瓦葺きの単層入母屋造。建築規模は、間口52m・奥行き47m・高さ29mである。床面積比[14]で御影堂の半分以下しかないが、全国屈指の規模の仏堂である。現在の建物は、1880年（明治13年）起工、1895年（明治28年）の完成である。堂内は、内陣・外陣・参拝席に分かれている[15]。内陣の本間中央に須弥壇を設け、その壇上の宮殿内に本尊・阿弥陀如来（木像・立像）が安置される。また、本間右側の壇上には「聖徳太子御影」の絵像が、本間左側の壇上には「源空上人御影」の絵像が奉掛される。内陣の「本間」から右側の余間を「北余間」と呼び、その床上に内側から「龍樹大士御影」・「天親菩薩御影」・「曇鸞和尚御影」の絵像が、左側の「南余間」の床上に「道綽禅師御影」・「善導大師御影」・「源信僧都御影」の絵像が奉掛される[16]。なお、北余間には元々亀山天皇の天牌が奉安されていた。内陣の襖絵は羽田月洲と岸竹堂によって描かれている。

御影堂修復工事中は、阿弥陀如来像の向って右側に、御影堂より遷座した宗祖・親鸞聖人の像である「御真影」を仮の「御厨子」に安置し、左側には蓮如の絵像・聖徳太子の絵像・七高僧の絵像（法然の絵像と六高僧の絵像）が奉掛された。また、阿弥陀堂で御真影を安置するために製作された仮の「御厨子」は、府中刑務所の講堂の本尊の厨子として利用されている。2009年（平成21年）7月1日、御影堂を覆っていた修復用の素屋根をスライドして阿弥陀堂を覆う。2011年（平成23年）の「宗祖親鸞聖人七百五十回御遠忌」法要後、阿弥陀堂の修復工事が行われ、2015年（平成27年）12月に完了した。工事では耐震補強もなされた。
- 渡廊下（重要文化財） - 阿弥陀堂と御影堂を繋いでいる。「造り合い廊下」とも呼ばれ、明治の東本願寺再建に関連した毛綱、大橇[18]、鼻橇、尾神嶽（尾神岳）雪崩被災のジオラマが展示されている。

- 御影堂（ごえいどう、重要文化財） - 境内のほぼ中心に位置する和様で建てられた、宗祖親鸞の坐像である「御真影」を安置する建物。屋根は瓦葺きの重層入母屋造[19]。外観が二重屋根であるため二層建築に見えるが、下部は裳階であり単層建築である[20]。建築規模は、間口76m・奥行き58m・高さ38mで、建築面積は東大寺大仏殿を上回る[21]。現在の建物は、1880年（明治13年）起工し、1895年（明治28年）の完成である。堂内は阿弥陀堂と同じく、内陣・外陣・参拝席に分かれている[15]。内陣は横に7つの室に分かれていて、中央の間を「内陣本間」と呼ぶ[22]。「内陣本間」側から、左側の余間を「十字の間」・「九字の間」・「飛檐の間」と呼び、同じく右側の余間を「六軸の間」・「新六軸の間」・「御簾の間」と呼ぶ[23]。「内陣本間」の中央に須弥壇上を設け、その上に「御厨子」を置き、「御真影」を安置する。「内陣本間」の左右壇上には歴代門首の絵像が奉掛される。平時は「十字の間」の床（とこ）上の中央に「帰命尽十方無碍光如来」の十字名号を奉掛し、その両脇に宗祖親鸞と現門首を除く「大谷派御歴代」の絵像を二幅に分けて奉掛する。「九字の間」の床上には、「南無不可思議光如来」の九字名号が奉掛される。報恩講などの法要時は、奉掛される絵像やその配置などが変更になる。内陣の障壁画と襖絵は幸野楳嶺と望月玉泉によって描かれている。御影堂は1889年（明治22年）4月より「大師堂」と呼ばれていた[24]。その由来は、1876年（明治9年）に明治天皇から親鸞に対して「見真大師」の大師諡号が贈られたためである。だが、1981年（昭和56年）に「宗憲」が改正された際、「見真大師」号が削除され、同時に大師堂の呼称が取りやめられて御影堂の呼称に復された。

2004年（平成16年）3月から2008年（平成21年）12月にかけて大規模修復が行われた。総工費は約98億円である。御影堂の瓦の枚数は175,967枚で、その内の3割は修復時の検査で合格した瓦を再利用して葺いている。再利用した瓦（明治瓦）は風雨に晒されにくい裳階の奥側、「受平瓦」よりも奥に用いられている。
- 式務所
- 研修道場
- 和敬堂
- 同朋会館 - 真宗同朋会運動の一環である「真宗本廟奉仕」の参加者のための研修宿泊施設。1958年（昭和33年）11月に着工、翌年11月に完成。「仏祖崇敬の念を篤くする」「無上仏道を聞き開く」「同信同行の交りを深める」の3つの願いに立って、真に私自身の人間性を回復することを目的とする。
- 高廊下
- 参拝接待所 - 東本願寺（真宗本廟）の総合窓口である。1934年（昭和9年）に「志納所」に替えて建てられた。「真宗本廟収骨（須彌壇収骨）」「本山読経[29]」「帰敬式」の申込・受付の他、本尊・蔵版の授与、懇志の受付などの窓口業務を行なう。1998年（平成10年）には「蓮如上人五百回御遠忌」の記念事業として、参拝接待所北側地下に「真宗本廟視聴覚ホール」を増設した。また参拝接待所と視聴覚ホールの間に「展示ギャラリー」を併設している。
- 大寝殿（重要文化財) - 明治元年（1868年）再建。公式行事や儀式などに使用される。座敷の奥は全面上段となっており、床の間の壁や襖、帳台構えなどには竹内栖鳳筆の「風竹野雀」「歓喜」「古柳眠鷺」（全て1934年（昭和9年））が描かれている[30]。
- 大玄関（重要文化財）- 慶応3年（1867年）再建。東本願寺境内最古の現存建造物である。
- 宮御殿（重要文化財）- もとは慶応3年（1867年）に建てられた大宮御所の一部である。1880年（明治13年）に下賜されたが部材のまま置いていたところ、1901年（明治34年）になって現在地に建てられた。
- 黒書院（重要文化財）- 1911年（明治44年）再建。障壁画は加藤英舟らによるもの。
- 桜下亭（重要文化財）- 1909年（明治42年）に、前年に引退した現如上人（大谷光瑩）の隠居所として建てられた東京の霞ヶ丘別邸の一部を1939年（昭和14年）に移築したもの。内部の襖は岐阜別院にあった円山応挙の襖絵を移設したもの。
- 白書院（重要文化財）- 1911年（明治44年）に親鸞聖人六百五十回御遠忌に際して再建。来賓の接待などに使用される。帳台構えや違い棚を設けた書院造で、建築技師の亀岡末吉らによる独創的な彫刻で飾られた欄間や、幸野楳嶺の子息の幸野西湖や、森本東閣、伊藤鷺城ら京都画壇の画家による障壁画で装飾されている[30]。
- 能舞台（重要文化財）- 1880年（明治13年）に建てられたもので、1937年（昭和12年）に現在地に移築した。鏡板に描かれている松は幸野楳嶺によるもの。
- 庫裏
- 内事部洋館（重要文化財）- 1923年（大正12年）武田五一の設計。真宗大谷派門首の居宅。現役の居宅であるため非公開。
- 内事部日本館（重要文化財）- 1923年（大正12年）内田仙司が棟梁を務めた[31]。非公開。
- 菊の門（勅使門、重要文化財） - 門扉に菊の紋があることから菊の門と呼ばれているが勅使門とも呼ばれる。慶長9年（1604年）に徳川家康が寄進したが幾たびか火災で焼失した。1911年（明治44年）の親鸞聖人六百五十回忌迄の再建に間に合うよう、名古屋の信者2名が勅使門（菊の門）の寄進を申し出た。勅使門の設計は亀岡末吉、施工は名古屋南久屋町の鈴木幸右衛門、金物製作は京都の中村猪之助、塗工は京都の三上治三郎という当代の第一人者が担当した。工事は1909年（明治42年）から開始され予定通り1911年（明治44年）2月に完成した[32]。菊の紋は明治維新後に皇室の御紋章と定められたので宮内省にお伺いをしたところ、岩倉具定宮内大臣より江戸時代から使用されていたことを認められ、使用が特別に許可されたいきさつがある[33]。
- 玄関門（重要文化財） - 1911年（明治44年）再建。
- 東本願寺出版建物（旧議事堂、重要文化財）
- 宗務所
- 通用門
- 内事門（長屋門）（重要文化財）
- 鐘楼（重要文化財） - 1894年（明治27年）再建。梵鐘は2010年（平成22年）造。
- 阿弥陀堂門（重要文化財） - 1911年（明治44年）再建。切妻造・檜皮葺きの四脚門。正背面に唐破風を設ける。境内で京都駅に一番近く、段差の無いバリアフリーの門である。江戸時代中頃に「唐門」の名称で建てられる。
- 築地塀（重要文化財）
- 総合案内所 - 案内所としての機能の他に、休憩所や喫煙所、「東本願寺お買い物広場」などが入っている。2009年（平成21年）、御影堂修復事業の一環として改修される。境内の諸施設を統合管理する「防災センター」が併設されている。
- 手水舎（重要文化財）
- 御影堂門（重要文化財） - 1911年（明治44年）再建。高さ約28mの入母屋造・本瓦葺き・三門形式の二重門。「真宗本廟」の扁額を掲げる。京都三大門（他に東福寺、知恩院）の1つである[34]。上層（非公開[35]）には、釈迦如来坐像を中央に、脇侍として向って右側に弥勒菩薩立像、左側に阿難尊者立像の三尊が安置され、浄土真宗の正依の経典「浄土三部経」の1つである『仏説無量寿経』の会座をあらわす。また、その手前には仏舎利が安置される。天井画は竹内栖鳳によって飛天舞楽図が描かれる予定であったが、結局描かれることはなかった。しかし、原寸大の下絵が残されている。2013年（平成25年）1月、御影堂門の修復が開始され、2015年（平成27年）12月に完了した。
- しんらん交流館 - 2015年（平成27年）に開設された教化センター。花屋町通を挟んで境内の北にある。「しんらん交流館定例法話」や「東本願寺日曜講演」が開催される[36]。所在地は下京区諏訪町通六条下る上柳町199[37]。（位置情報）
- 京都教務所
- 渉成園（国指定名勝） - 別名は枳殻邸。境内の東にある飛地境内である。池泉回遊式庭園。1936年（昭和11年）、国の名勝に指定される。（位置情報）

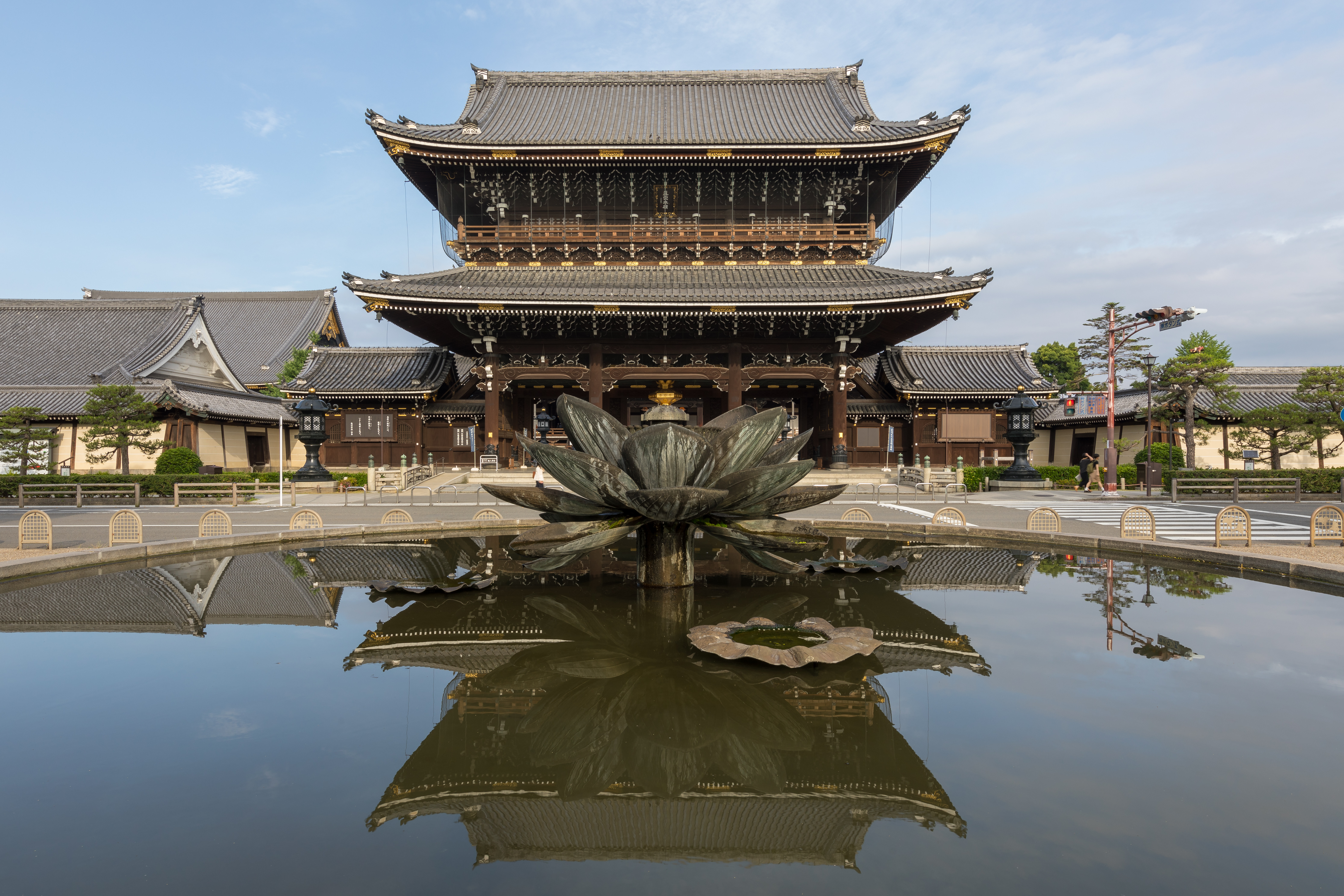
御影堂門
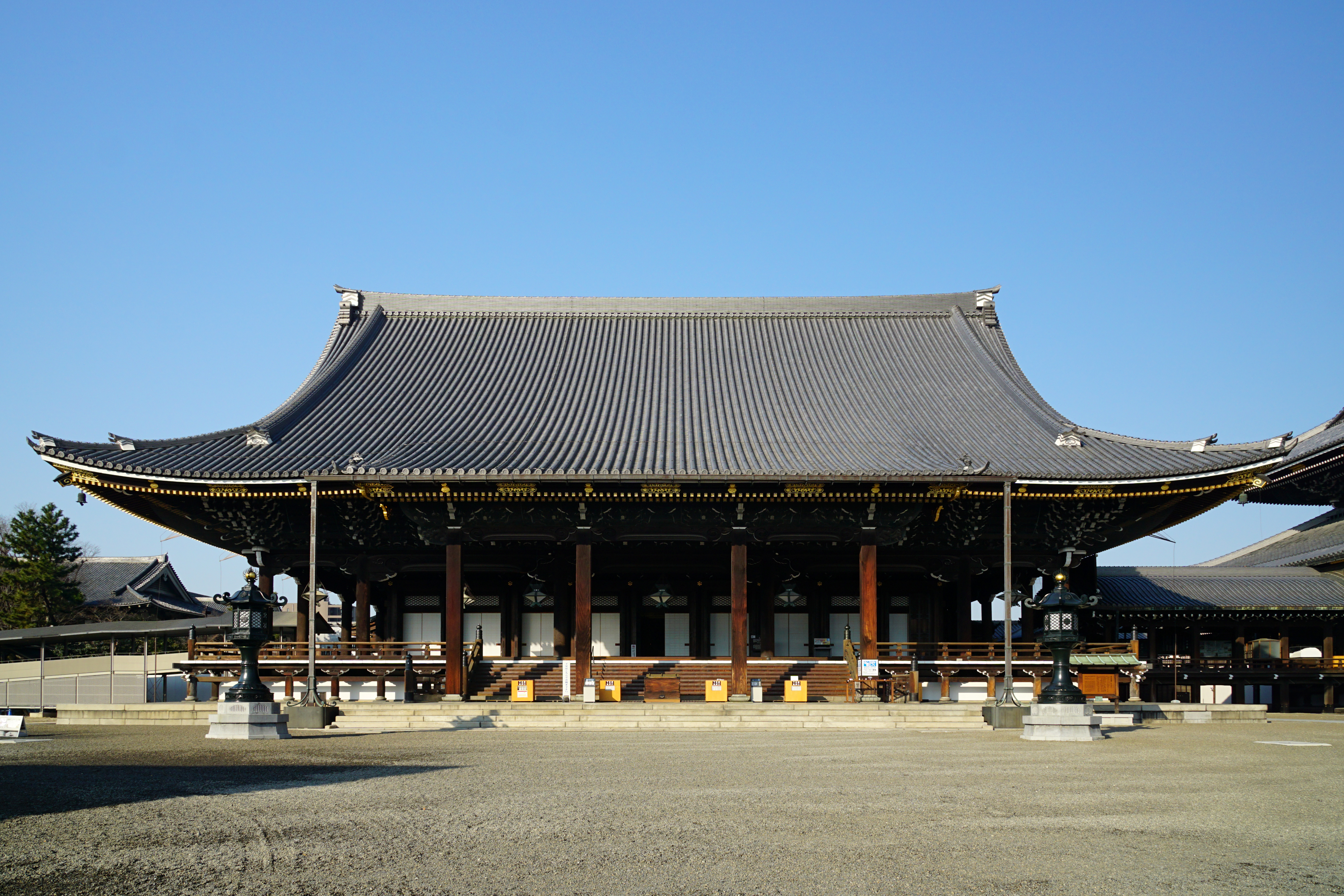
阿弥陀堂
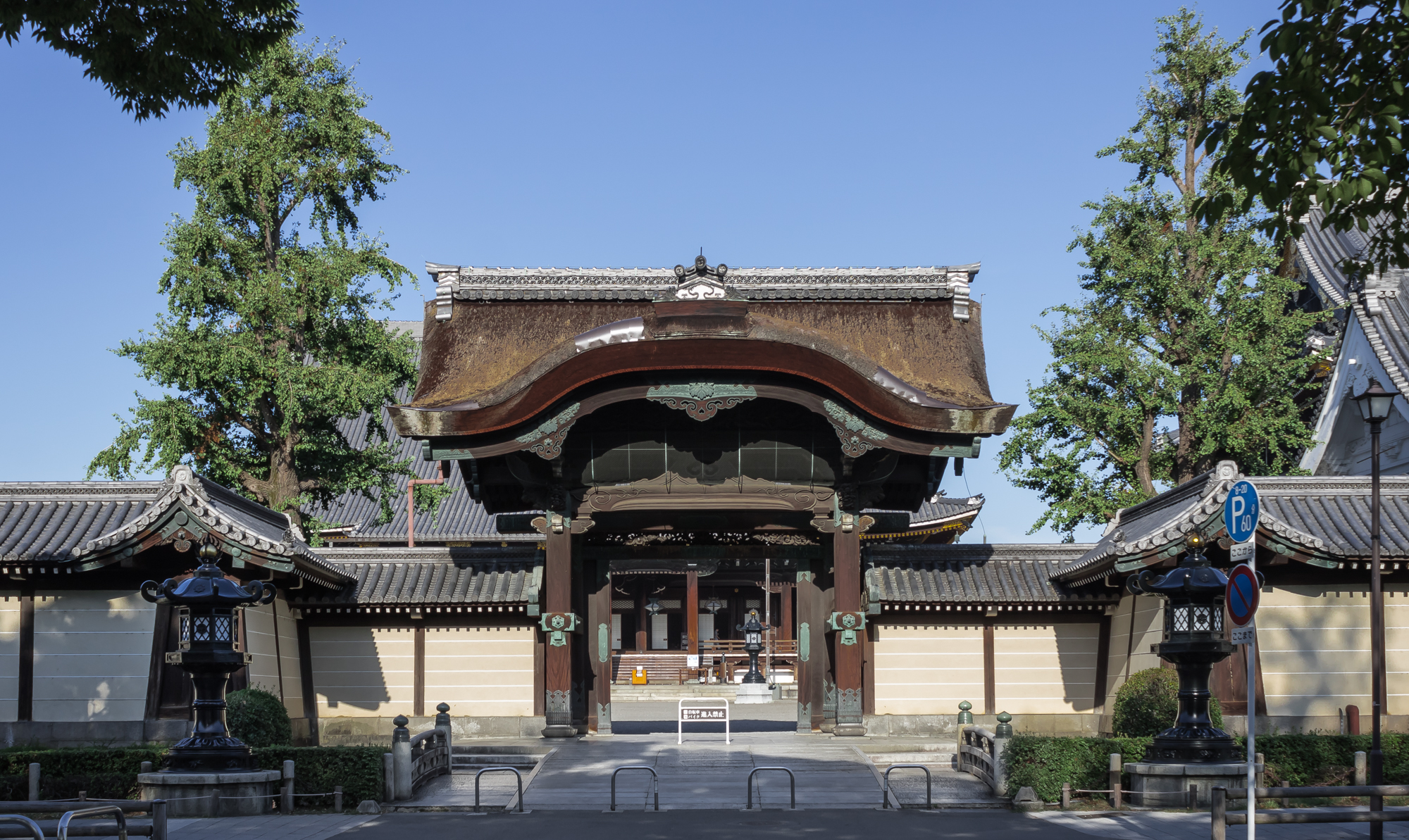
阿弥陀堂門
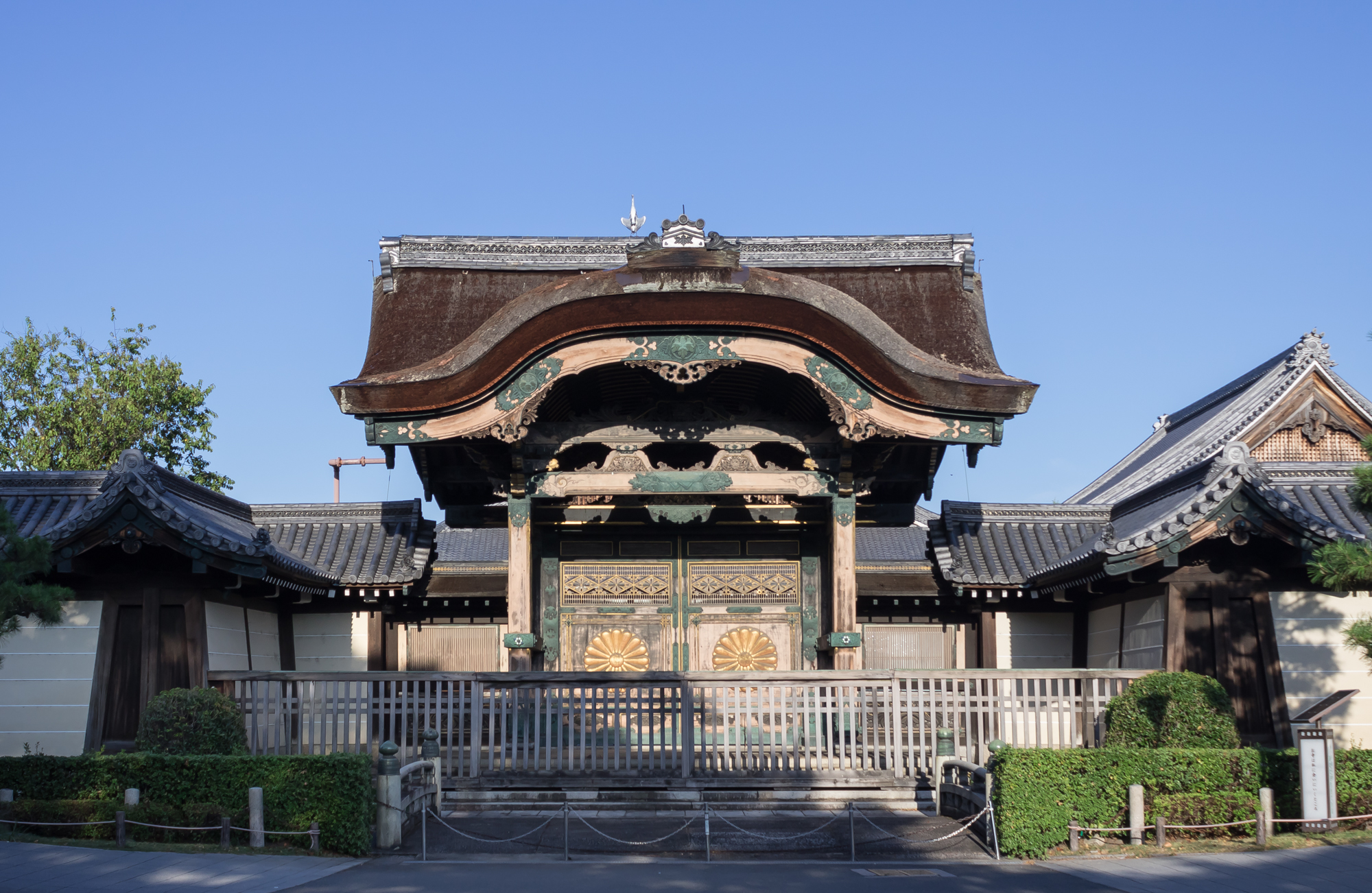
菊の門
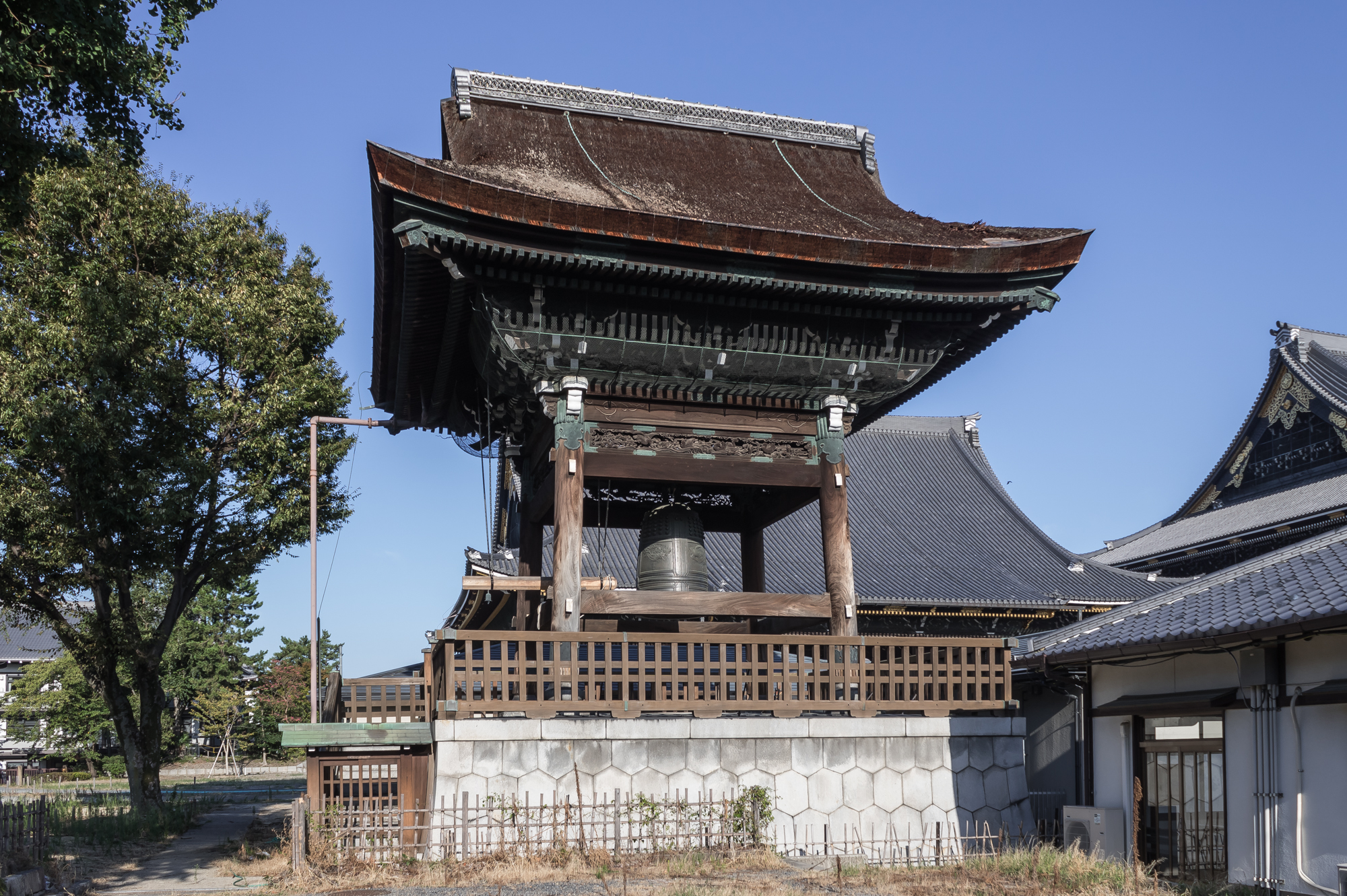
鐘楼
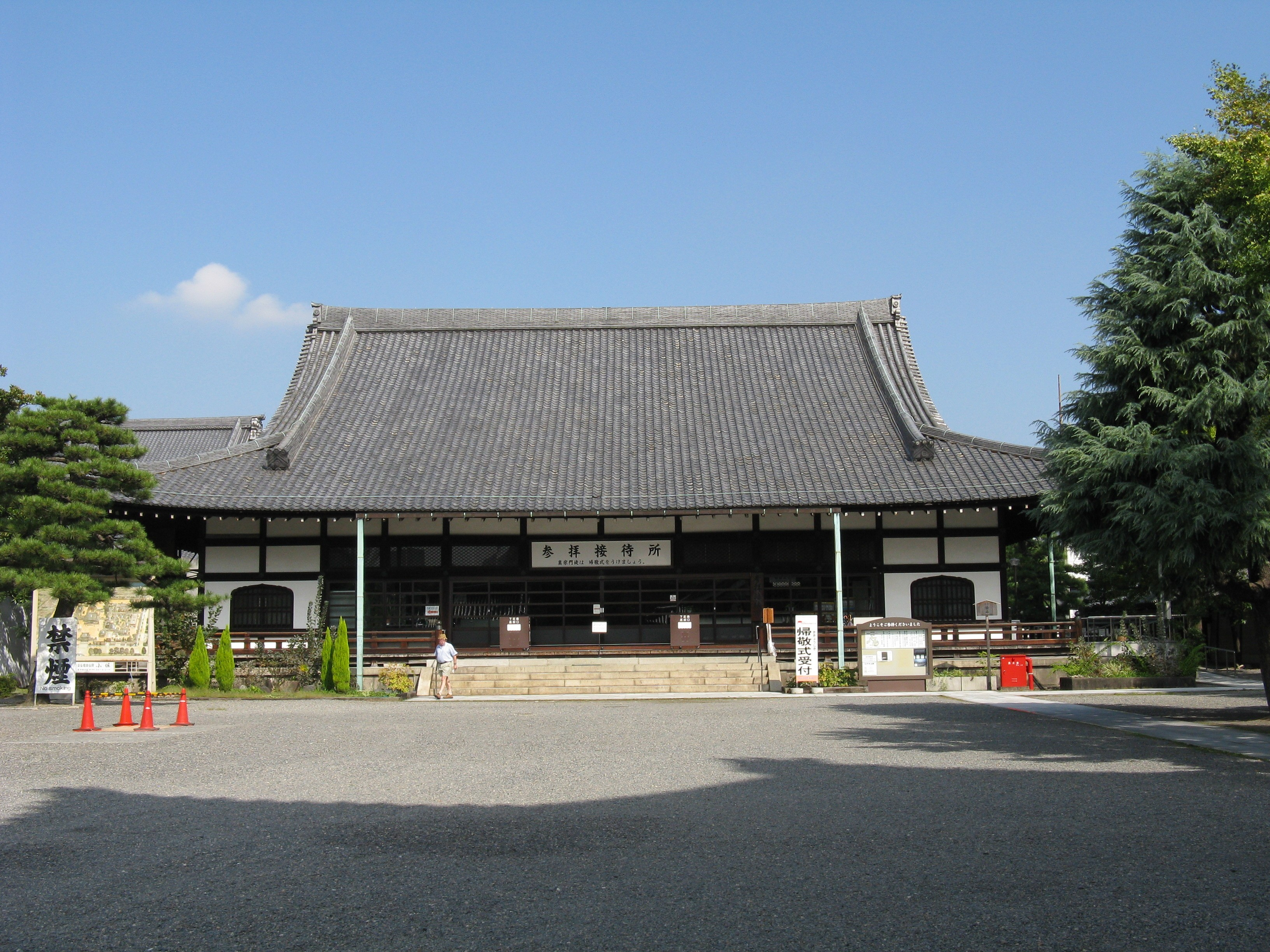
参拝接待所
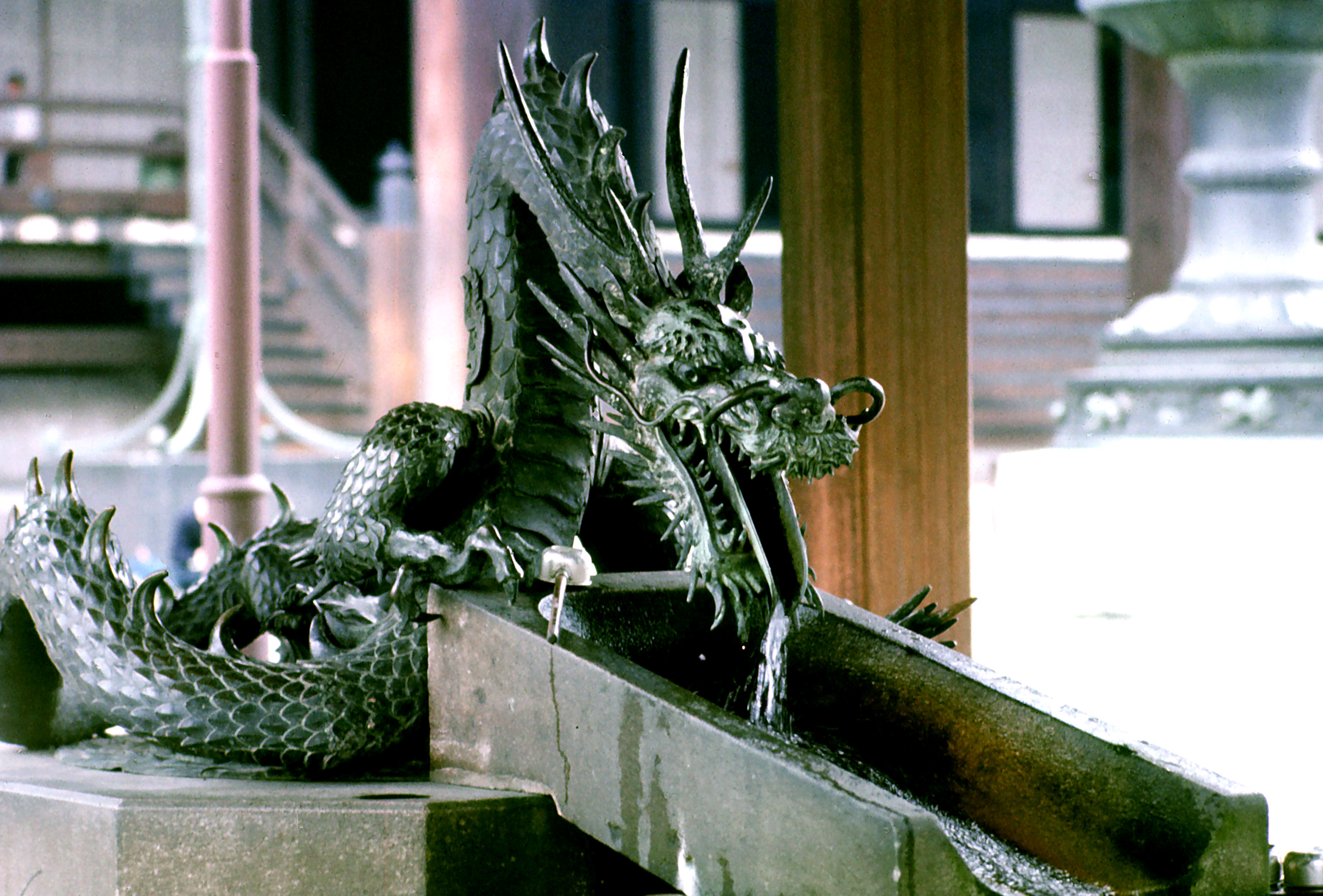
手水屋形

## 文化財

### 国宝
- 教行信証（坂東本）全6冊 - 紙本墨書。正式名称は『顕浄土真実教行証文類』。鎌倉時代筆。真宗大谷派所蔵本は、もとは東京の坂東報恩寺が所蔵していたため「坂東本」と呼ばれ、現存する唯一の『教行信証』親鸞真蹟本である。1952年（昭和27年）に、国宝に指定。2004年（平成16年）3月、劣化の激しい同本を修復。

### 重要文化財
- 真宗本廟東本願寺 20棟（建造物）[38][39][40]
  - 御影堂（附 厨子1基、造合廊下1棟、二筋廊下1棟）
  - 阿弥陀堂（附 宮殿1基）
  - 御影堂門
  - 阿弥陀堂門
  - 鐘楼
  - 手水屋形
  - 宝蔵
  - 大玄関及び大寝殿
  - 白書院
  - 黒書院
  - 宮御殿
  - 桜下亭
  - 能舞台
  - 議事堂（現東本願寺出版建物）
  - 表小書院
  - 菊門
  - 玄関門
  - 寺務所門
  - 内事門
  - 十三窓土蔵
  - （附指定）百間廊下
  - （附指定）築地塀 6棟
- 真宗本廟東本願寺内事 3棟（建造物） - 2023年（令和5年）9月25日指定[41][42]。
  - 洋館
  - 日本館
  - 鶴の間
- 絹本著色親鸞聖人像（安城御影〈あんじょうのごえい〉） - 鎌倉時代作。83歳の頃の影像とされる。西本願寺蔵の原本は、国宝。
- 紙本著色『本願寺聖人伝絵』（康永本）4巻 - 康永2年（1343年）作。詞書（ことばがき）は覚如筆。絵は、上2巻は康楽寺円寂、下2巻は康楽寺宗舜による筆。
- 紙本著色『本願寺聖人親鸞伝絵』（弘願本）4巻 - 貞和2年（1346年）作。各巻末に「釋弘願」の法名が署名されているため、弘願本と通称される。詞書（ことばがき）は善如筆。
- 紙本『一念多念文意』親鸞筆 - 鎌倉時代作。

### 国指定名勝
- 渉成園

### 国登録有形文化財
- 阿弥陀堂門南側築地塀
- 御影堂門南側築地塀
- 御影堂門北側築地塀
- 菊の門北側築地塀
- 玄関門北側築地塀

## 行事

### 平時行事
特別な儀式・法要・行事のない日の予定。儀式・法要などが営まれる日は、日程および時間を変更する場合がある。
- 7:00 晨朝勤行（阿弥陀堂・御影堂）
- 7:30 晨朝法話（御影堂）[43] - 12月27日〜31日はなし。
- 10:10 真宗本廟法話（真宗本廟視聴覚ホール）[43] - 12日・27日はなし。
- 11:00 真宗本廟収骨[44]・読経・帰敬式[45] - 12日・27日は取扱いなし。
- 13:10 真宗本廟法話（真宗本廟視聴覚ホール）[43] - 28日はなし。11月21日〜28日は御影堂にて開催。
- 14:00 真宗本廟収骨[44]・読経・帰敬式[45] - 28日は取扱いなし。
- 14:00 しんらん交流館定例法話（しんらん交流館・すみれの間）[43] - 12日・27日は10:00に、13日・28日は14:30に時間を変更して開催。
- 16:00 夕事勤行
- 毎週日曜9:30 東本願寺日曜講演（しんらん交流館・大谷ホール）

### 年中行事
日程は、変更になる場合がある。
- 修正会（1月1日〜7日）
- 春季彼岸会法要 （春分の日前後各3日を合わせた7日間）期間中に永代経総経が厳修される。
- 春の法要（4月1日〜3日）

春の法要中の主な行事
1日 - 師徳奉讃法要・親鸞聖人御誕生会
2日 - 全戦没者追弔法会
3日 - 相続講員物故者追弔会 兼 帰敬式受式物故者追弔会
- 立教開宗記念法要（4月15日）
- 蓮如上人御影吉崎別院御下向式（4月17日）
- 蓮如上人御影吉崎別院御帰山式（5月9日）
- 盂蘭盆会法要（7月14日〜15日 〈8月13日〜16日〉）
- 秋季彼岸会法要（秋分の日前後各3日を合わせた7日間）…期間中に永代経総経が厳修される。
- 御正忌報恩講（11月21日〜28日）…宗祖親鸞の祥月命日である11月28日までの1週間に勤められる法要で、年中行事の中で最重要行事とする。

御正忌報恩講中の主な行事
21日 - 初逮夜（しょたいや）
22日 - 初晨朝（しょじんじょう）・初日中
24日 - 中逮夜
25日 - 中晨朝・中日中（ちゅうにっちゅう）・『御伝鈔』拝読
27日 - 結願逮夜（けちがんたいや）・「御俗姓」拝読
28日 - （御満座）、結願晨朝・結願日中・坂東曲（ばんどうぶし）
- お煤払い（12月20日）
- 歳末昏時勤行（12月31日）

## 年表

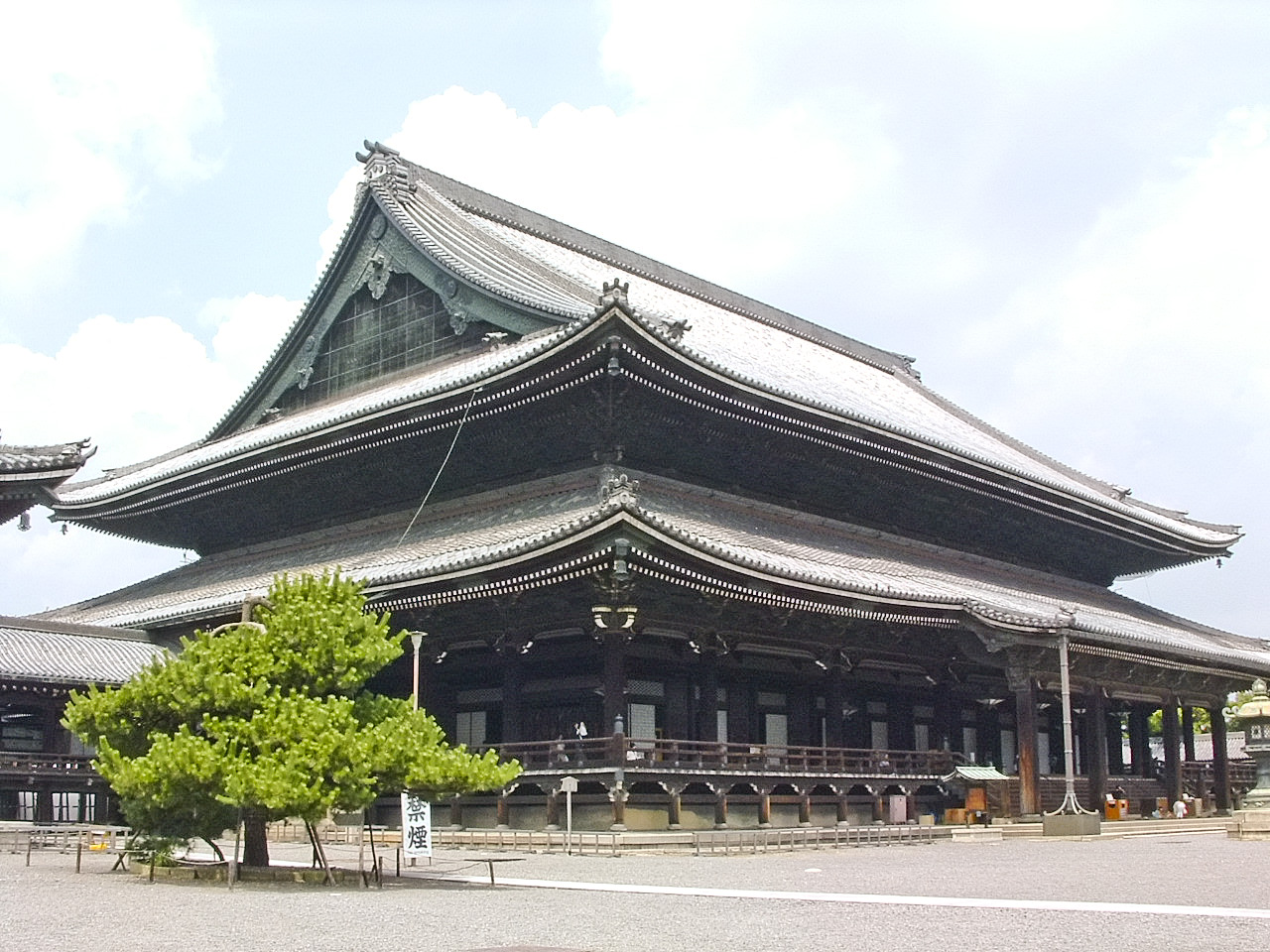
修復工事前の御影堂（2003年）

親鸞の入滅から本願寺東西分立までの歴史の詳細については、「本願寺の歴史」を参照。
文禄元年（1592年）11月24日、本願寺十一代 顕如の示寂にともない顕如の長男である教如（光寿）が本願寺を継承する。この時、石山合戦で篭城した強硬派を側近に置き、顕如と共に鷺森に退去した穏健派は重用しなかったため、教団内に対立が起こる。
文禄2年（1593年）閏9月、教如は豊臣秀吉の命により退隠させられ、准如に法主が継承する事が決定する。（教如#退隠を参照。）
慶長7年（1602年）2月、後陽成天皇の勅許を背景に徳川家康より烏丸六条に寺地を寄進され、教如は本願寺の第十二代に就任する。このことにより本願寺は、「堀川七条の本願寺」と「烏丸六条の本願寺」とに分立する。（詳細は、本願寺の歴史・「教如退隠」〜「本願寺分立」のセクションを参照。）
慶長8年（1603年）11月10日、阿弥陀堂が落成する。
慶長9年（1604年）9月16日、御影堂が落成する。
承応元年（1652年）、規模拡大のため御影堂の再建に着手する。西本願寺の御影堂が桁行31間半であったので、東本願寺はそれを超える桁行32間での再建が行われたという。
明暦4年／万治元年（1658年）3月28日、御影堂が落成する。
寛文7年（1667年）、規模拡大のため阿弥陀堂の再建に着手する。
寛文10年（1670年）3月15日、阿弥陀堂が落成する。
元治元年（1864年）7月20日、禁門の変を発端とする兵火が元となり、京都市街は「どんどん焼け」と呼ばれる大火災となる。東本願寺も罹災し、御影堂・阿弥陀堂・渉成園など伽藍の大部分を焼失する。
1977年（昭和52年）11月2日、東本願寺爆破事件が起きる。
1981年（昭和56年）6月11日、新『真宗大谷派宗憲』（「新宗憲」）発布。宗憲改正にともない、「法主」を廃して「門首」を新たに設け、本願寺住職および管長の役職を廃止した。（詳細は「お東騒動」を参照。）
1987年（昭和62年）12月、「宗教法人 本願寺」を宗教法人法に基づいて解散の登記を行い、「宗教法人 本願寺」は「宗教法人 真宗大谷派」に吸収合併される。このことを「宗本一体」という。当時の法主は、第二十四代法主 闡如。合併により「東本願寺」は、法人格を有さない寺院となり、真宗大谷派の本山としての礼拝施設となる。正式名称は「真宗本廟」に変更される。また、「東本願寺」の通称も公式に併用している。
2003年（平成15年）11月、「宗祖親鸞聖人七百五十回御遠忌」の特別記念事業の一環として行われる「御影堂修復」のため、「御影堂」に安置している「御真影」（宗祖親鸞の坐像）を「阿弥陀堂」へ移す、「御真影動座式」を執り行う。「御真影」は、「阿弥陀堂」の本間右側に新たに設けた仮の「御厨子」に安置する。
2004年（平成16年）3月4日、「真宗本廟御影堂御修復起工式」を執り行う。修復は、非解体修理を基本とし、素屋根工事、瓦葺き替え工事、御厨子・須弥壇の修復を含む内陣・外陣等の美装工事、大虹梁鉄骨補強補強を含む構造補強工事、耐震補強工事、土居葺工事、木工事、金属工事、外部鋩金物工事等の大規模修復である。
2009年（平成21年）8月3日、「御影堂」において「真宗本廟御影堂修復竣工式」が執り行う。
同年9月30日、「阿弥陀堂」に安置していた「御真影」を「御影堂」の「御厨子」に戻す、「宗祖親鸞聖人御真影還座式」を執り行う。
同年11月20日、「御影堂御修復完了奉告法要」を厳修する。

## 不祥事
- 1977年（昭和52年）1月13日、手形のトラブルに巻き込まれ、紙本著色『本願寺聖人伝絵』、紙本著色『本願寺聖人親鸞伝絵』が差押えを受ける[52]。
- 2017年（平成29年）4月26日、東本願寺の職員2人に過去数年間サービス残業（多い時で月130時間以上）をさせていたとし、未払いの残業代約660万円を支払ったことを明らかになった。2人は寺の研修施設「同朋会館」に宿泊する門徒の世話を担当する「補導」と呼ばれる職員で、寺によると、1973年（昭和48年）に「補導」には残業代を一切支払わないとする違法な取り決めをしていた[53][54]。また、全国の教務所でも残業に必要な労働基準法第36条に基づく労使協定（三六協定）を結ばずに、職員に違法な残業を行わせていたこと、本山宗務所の残業についても労使協定を結んだ「真宗大谷派職員組合」が、協定が法的効力を持つために必要な「労働者の過半数で組織する労組」に該当しないため本山の残業も労基法に抵触している可能性があること、昨年12月に本山を管轄する京都下労働基準監督署から「臨検」と呼ばれる任意の立ち入り調査を受け、職員の労働時間を適正に管理していないとして行政指導を受けたことが明らかになった[55]。

## 所在地
- 京都府京都市下京区烏丸通七条上ル常葉町754

## アクセス
- JR西日本・JR東海・近鉄・京都市営地下鉄烏丸線 京都駅より徒歩約7分[56]（経路案内）。
- 京都市営地下鉄烏丸線 五条駅より徒歩約5分[57]。
- 京都市営バス烏丸七条バス停より徒歩1分[58]。

## 開門・閉門時間
- 3月〜10月 - 5時50分開門、17時30分閉門。
- 11月〜2月 - 6時20分開門、16時30分閉門。